# Грошова маса

Обсяги гривневої грошової маси та інші грошові агрегати за роками до кінця 2008 року. Червоним кольором позначено грошовий агрегат M0.

Грошова́ ма́са, або грошова́ пропози́ція — сукупність залишків грошей у всіх їх формах, які є в розпорядженні суб'єктів грошового обігу у певний момент.

## Визначення грошової маси
Грошовий оборот забезпечується певною масою грошей, величина якої є важливою характеристикою стану грошового обороту та ринкової кон'юнктури в цілому. Зміна грошової маси безпосередньо впливає на інтенсивність обороту грошей, на формування платоспроможного попиту, на кон'юнктуру ринків, а значить — на економічний розвиток. Тому регулювання грошової маси є ключовим напрямком державної грошово-кредитної політики. Завдяки цьому вивчення і правильне визначення грошової маси в обороті має не тільки теоретичне, а й важливе практичне значення.
Поняття грошової маси досить складне, оскільки складна сама категорія грошей, велика різноманітність їх форм та функцій. Не випадково в трактуванні змісту та показників вимірювання грошової маси є помітні збіжності.
Під грошовою масою слід розуміти всю сукупність запасів грошей у всіх їх формах, які перебувають у розпорядженні суб'єктів грошового обороту в певний момент. Таким суб'єктами є приватні особи, підприємства, громадські організації, господарські об'єднання, державні установи тощо, які мають у своєму розпорядженні готівкові гроші чи вклади на різних рахунках у комерційних банках.
Грошова маса має певний кількісний вираз (обсяг у мільярдах чи мільйонах грошових одиниць), надзвичайно складну структуру та динаміку руху. З точки зору якісної характеристики грошової маси важливе значення має її структура, а з погляду практики її регулювання — динаміка руху обсягу та структури.
У структурному відношенні грошову масу можна розділити за кількома критеріями:
- За ступенем «готовності» окремих елементів до оборотності, тобто за ступенем їх ліквідності;
- За формою грошових засобів (готівкові, депозитні);
- За розміщенням у суб'єктів грошового обороту;
- За територіальним розміщенням та ін.

Найбільшу складність має структуризація грошової маси за першим критерієм, оскільки немає однозначного розуміння ступеня ліквідності кожного її елемента, як і немає чіткого розмежування між власне грошима і високоліквідними фінансовими активами, які вже не є грошима. За цим критерієм наука і практика виділяють кілька елементів грошової маси, комбінацією яких можна визначити різні за складом і обсягом показники грошової маси, що називаються грошовими агрегатами.
Грошовий агрегат — це специфічний показник грошової маси, що характеризує певний набір її елементів залежно від їх ліквідності. Кількість агрегатів, які використовуються в статичній практиці окремих країн, не однакова, що пояснюється істотними відмінностями в елементному складі грошової маси в регулятивних цілях.
У статичній практиці України визначаються і використовуються для цілей аналізу і регулювання чотири грошові агрегати: М0, М1, М2, М3. МВФ розраховує загальний для всіх країн показник М1 і більш широкий показник «квазігроші».
Національний банк України, починаючи з 1993 року, визначав такі агрегати:

М0 = готівка поза банками (банківські білети та розмінна монета, які перебувають поза банківською системою);

М1 = М0 + залишки грошових коштів на поточних та ощадних рахунках у національній валюті (депозити до запитання);

М2 = М1 + залишки грошових коштів на банківських строкових рахунках у національній валюті та валютні кошти (у тому числі — на рахунках капітальних вкладень та інших спеціальних рахунках);

М3 = М2 + кошти клієнтів за трастовими операціями банків та цінні папери власного боргу банків.
Починаючи з 2003 року, склад окремих агрегатів в Україні дещо змінився:

М0 = готівка в обігу (банківські білети та розмінна монета, що перебувають поза банківською системою);

М1 = М0 + переказні кошти у національній валюті (складова грошового агрегату М1 «Переказні кошти в національній валюті» включає кошти в національні валюті, які за першою вимогою можуть бути обмінені на готівкові);

М2 = М1 + переказні кошти в іноземній валюті та інші кошти (складова грошового агрегату М2 «Переказні кошти в іноземній валюті» включає кошти в іноземній валюті, що за першою вимогою можуть бути обмінені на готівкові. До складової грошового агрегату М2 «Інші кошти» віднесено непереказні кошти до запитання, строкові кошти та кошти за іменними ощадними (депозитними) сертифікатами, емітованими банками);

М3 = М2 + цінні папери власного боргу банків.
Наведені грошові агрегати відрізняються між собою не тільки кількісно, а й якісно. Так, агрегат М1 виражає масу грошей, яка перебуває безпосередньо в обігу, реально виконуючи функції засобів обігу і платежу, і тому є найбільш ліквідною. Вона найтісніше пов'язана з товарною масою, що проходить процес реалізації, і безпосередньо впливає НП ринкову кон'юнктуру. Саме тому цей агрегат перебуває під найпильнішою увагою аналітиків та регулюючих органів.
Пильної уваги також заслуговує агрегат М0. Він має ті ж самі якісні характеристики, що й грошова маса агрегату М1, але оборот готівки здійснюється поза банками і тому регулювання і контроль за ним складніші.

## Розвиток грошової маси в Україні
За даними Національного банку України залишки коштів на кінець періоду, млн грн. становили:
| Період | M0     | M1     | M2      | M3      | Грошова база |
| ------ | ------ | ------ | ------- | ------- | ------------ |
| 2019   | 384366 | 770043 | 1435221 | 1438311 | 477491       |
| 2018   | 363629 | 671285 | 1273772 | 1277635 | 435798       |
| 2017   | 332546 | 601631 | 1208557 | 1208859 | 399057       |
| 2016   | 314392 | 529928 | 1102391 | 1102700 | 381575       |
| 2015   | 282673 | 472217 | 993812  | 994062  | 336000       |
| 2014   | 282947 | 435475 | 955349  | 956728  | 333194       |
| 2013   | 237777 | 383821 | 906236  | 908994  | 307139       |
| 2012   | 203245 | 323225 | 771126  | 773199  | 255283       |
| 2011   | 192665 | 311047 | 681801  | 685515  | 239885       |
| 2010   | 182990 | 289894 | 596841  | 597872  | 225692       |
| 2009   | 157029 | 233748 | 484772  | 487298  | 194965       |
| 2008   | 154759 | 225127 | 512527  | 515727  | 186671       |
| 2007   | 111119 | 181665 | 391273  | 396156  | 141901       |
| 2006   | 74984  | 123276 | 259413  | 261063  | 97214        |
| 2005   | 60231  | 98573  | 193145  | 194071  | 82760        |
| 2004   | 42345  | 67090  | 125483  | 125801  | 53763        |
| 2003   | 33119  | 53129  | 94855   | 95043   | 40089        |
| 2002   | 26434  | 40281  | 64321   | 64870   | 30808        |
| 2001   | 19465  | 29796  | 45186   | 45755   | -            |
| 2000   | 12799  | 20762  | 31544   | 32252   | -            |
| 1999   | 9583   | 14094  | 21714   | 22070   | -            |
| 1998   | 7158   | 10331  | 15432   | 15705   | -            |
| 1997   | 6132   | 9050   | 12448   | 12541   | -            |
| 1996   | 4041   | 6315   | 9023    | 9364    | -            |
| 1995   | 2623   | 4682   | 6846    | 6930    | -            |
| 1994   | 793    | 1860   | 3216    | -       | -            |
| 1993   | 128    | 334    | 482     | -       | -            |
| 1992   | 5      | 21     | 25      | -       | -            |
| 1991   | 0.3    | 1.7    | 2.4     | -       | -            |

При цьому:
- Дані за 1991 відповідно до розрахунків МВФ;
- До 1998 року М3 = М2 + кошти клієнтів за трастовими операціями банків.

## Пропозиція грошей
Суть пропозиції грошей полягає в тому, що економічні суб'єкти в будь-який момент мають у своєму розпорядженні певний запас грошей, які вони можуть за сприятливих обставин спрямувати в оборот.
На рівні окремого економічного суб'єкта пропозиція грошей взаємодіє з попитом на гроші як його альтернатива. Якщо фактичний запас грошей окремого індивіда перевищує його попит на гроші, а це можливо при зростанні альтернативної вартості зберігання грошей, то цей індивід пропонуватиме частину свого запасу грошей на ринок до продажу. І навпаки, при перевищенні попиту над наявним запасом індивід буде купувати їх на ринку чи іншими способами задовольняти попит. Тому на цьому рівні пропозиція і попит постійно чергуються — при зростанні рівня процента економічний суб'єкт виступатиме на ринку з пропозицією грошей, а при зниженні — з попитом на гроші.

## Пропозиція грошей в макроекономіці
Саме тому, на макроекономічному рівні пропозиція грошей формується дещо по-іншому. Вважається, що всі економічні суб'єкти одночасно не можуть запропонувати на ринку грошей більше від наявного у них запасу грошей. Тобто фактична маса грошей в обороті є природною межею пропозиції грошей. Ніякі стимулюючі фактори, наприклад зростання процента, не можуть збільшити пропозицію грошей понад цю межу. Якщо ж виникає потреба збільшити пропозицію понад цю межу, що можливо при зростанні сукупного попиту на гроші, то це можна зробити тільки додатковою емісією грошей в оборот. Тому будь-яка емісія грошей розглядається як зростання пропозиції грошей на грошовому ринку, а вилучення грошей з обороту — як скорочення пропозиції грошей.

Визнання емісії грошей вирішальним чинником зміни пропозиції грошей надає останній характеру екзогенного явища, рух якого визначається не внутрішньоекономічними процесами чи мотивацією самих економічних суб'єктів, а зовнішніми чинниками, що лежать у сфері банківської діяльності. Посилаючись на екзогенність пропозиції грошей, окремі автори роблять спроби відірвати рух пропозиції грошей від руху попиту, надати йому самостійного значення. Подібний підхід загрожує розривом двох складових грошового ринку — попиту і пропозиції, втратою об'єктивних меж зміни пропозиції грошей, переходом на позиції суб'єктивізму і волюнтаризму в грошово-кредитній політиці.
Зважаючи на викладене, дуже важливо правильно визначити співвідношення пропозиції і попиту як двох складових грошового ринку: яка з них є первинною, а яка — вторинною. Без правильної відповіді на це питання неможливо правильно визначити об'єктивні межі пропозиції грошей, а отже і емісії грошей.

Оскільки з двох сил грошового ринку попит на гроші змінюється насамперед під впливом об'єктивних чинників, що формуються всередині сектора реальної економіки, а пропозиція грошей має переважно екзогенний характер, то тільки попит на гроші може бути первинним чинником у взаємодії з пропозицією грошей. Остання повинна у своїй динаміці постійно орієнтуватися і прилаштовуватися до зміни попиту на гроші. Тільки за цієї умови вплив суб'єктивного фактора на кон'юнктуру грошового ринку буде мінімізованим, а зміни ключових індикаторів ринку (маса грошей, рівень процента, рівень інфляції тощо) будуть об'єктивними і не матимуть руйнівних наслідків.
Отже, є підстави вважати, що ті чинники, які визначають зміну попиту на гроші, у кінцевому підсумку визначають межі зміни пропозиції грошей. Спробу знайти якісь інші чинники, що визначають обсяг пропозиції грошей, не зачіпаючи попиту на гроші, відкривають шлях до вольових рішень у монетарній політиці. Адже будь-які емісійні вливання (збільшення пропозиції грошей) можуть бути виправдані необхідністю фінансове забезпечити певні «гострі» потреби суспільства, виробничого інвестування, підтримання пріоритетних виробництв тощо. При цьому потреби самого обороту, тобто попит на гроші, будуть проігноровані і стабільність грошей буде підірвана.

## Процес формування пропозиції грошей і його чинники
Визнання попиту на гроші є об'єктивною межею для пропозиції грошей, а самої пропозиції — результатом діяльності банків може створити враження, що завданням монетарної політики банківської системи є суто технічне «підтягування» грошової маси до попиту на гроші при зміні його обсягу. Проте це лише поверхове, загальне враження. За ним криється надзвичайно складний процес зростання маси грошей (грошової пропозиції), на який, крім рішень центрального банку, впливає значна кількість інших чинників, що можуть деформувати пропозицію грошей порівняно з визначеними цілями, відхиляючи її від попиту на гроші. Тому кожний із цих чинників можна розглядати як самостійний фактор впливу на обсяг пропозиції грошей.
Пропозиція на грошовому ринку визначається як
Ms = m*Mh, де Ms — пропозиція грошей у вигляді готівки поза банками та депозитів на поточних рахунках;
m — коефіцієнт грошово-кредитного мультиплікатора;
Mh, — грошова база.
Зміна Ms відбувається під дією чинників, які впливають на обсяг Mh та на m. Грошова база перебуває під певним контролем центрального банку. відповідно її обсяг може змінюватись внаслідок певних операцій центрального банку: операції на відкритому ринку; рефінансування комерційних банків; валютних операцій. Зміна m визначається центральним банком та також чинниками, що не залежать від центрального банку і можуть самостійно впливати на обсяг пропозиції грошей.
Такими чинниками можуть бути зміни:
- — норми обов'язкових резервів;
- — облікової ставки;
- — типової ринкової процентної ставки;
- — процентної ставки за депозитами до запитання;
- — обсягу багатства економічних суб'єктів;
- — тінізації підприємницької діяльності;
- — стану довіри до банків, банківської паніки.